# Каменка (Сандиктауський район)
Ка́менка (каз. Каменка) — село у складі Сандиктауського району Акмолинської області Казахстану. Адміністративний центр Каменського сільського округу.
Населення — 1089 осіб (2021; 1358 у 2009, 1947 у 1999, 2374 у 1989).
Національний склад станом на 1989 рік:
- росіяни — 63 %.

## Персоналії
Лях Юрій — український військовик, учасник російсько-української війни.